# Пауль Гохайзен
Пауль Фрідріх Карл Гохайзен (нім. Paul Friedrich Karl Hocheisen; 27 травня 1870, Байльштайн — 22 грудня 1944, Гайденгайм-ан-дер-Бренц) — німецький хірург, військовий медик і політик, доктор медицини (30 липня 1892), обергрупенфюрер санітарної служби СА і генерал медичної служби запасу.

## Біографія
Син лікаря Зігмунда Гохайзена. З 20 жовтня 1888 по 15 лютого 1892 року навчався на військового хірурга у Військовій академії імператора Вільгельма. В 1892 році вступив у Вюртемберзьку армію. В 1899 році склав іспит на державну медичну службу. Учасник Першої світової війни, в 1914/18 роках служив в 54-й резервній дивізії. 6 травня 1916 року важко поранений в шию і легеню. Після війни продовжив службу в рейхсвері, головний лікар 5-ї дивізії, з 1 листопада 1926 року — 2-ї групи в Касселі. 30 квітня 1929 року вийшов у відставку.
1 серпня 1929 року вступив у НСДАП (квиток №145 058), 1 липня 1930 року — в СА. З 1 серпня 1930 року — імперський лікар СА, з 21 листопада 1932 року — начальник санітарного управління СА. З 31 липня по 12 вересня і з 6 листопада 1942 по 1 лютого 1933 року — депутат рейхстагу від 28-го (Дрезден-Бауцен), з 5 березня по 14 жовтня і з 12 листопада 1933 року — 29-го виборчого округу (Лейпциг; з 29 березня 1936 року — 15-й округ, Східний Ганновер). З 1 грудня 1933 року — заступник президента Німецького Червоного Хреста, одночасно з січня 1934 року — 1-й заступник комісара з добровільної сестринської справи в Імперському міністерстві внутрішніх справ. Фактично Гохайзен став виконувати обов'язки президента НЧХ, а президент герцог Карл Едуард Саксен-Кобург-Готський виконував лише представницькі функції, проте після Ночі довгих ножів авторитет Гохайзена як офіцера СА почав падати. Зрештою 31 грудня 1936 року він був змушений залишити посаду на користь кандидата від СС Ернста-Роберта Гравіца.

## Звання
- Лейтенант медичної служби (18 серпня 1894)
- Оберлейтенант медичної служби (14 листопада 1895)
- Гауптман медичної служби (21 травня 1899)
- Майор медичної служби (22 березня 1910)
- Генерал-майор медичної служби (1 жовтня 1920)
- Генерал-лейтенант медичної служби (1 листопада 1926)
- Генерал медичної служби запасу (30 квітня 1930)
- Групенфюрер СА (1 серпня 1930)
- Обергрупенфюрер санітарної служби СА (20 квітня 1933)

## Нагороди
- Орден Фрідріха (Вюртемберг), лицарський хрест 1-го класу
- Почесний член студентського корпусу «Боруссія» Військової академії імператора Вільгельма
- Залізний хрест 2-го і 1-го класу
- Орден «За військові заслуги» (Вюртемберг), лицарський хрест
- Орден Вюртемберзької корони, лицарський хрест з мечами
- Орден Альберта (Саксонія), лицарський хрест 1-го класу з мечами і короною
- Нагрудний знак «За поранення» в чорному
- Хрест «За вислугу років» (Вюртемберг) 1-го класу
- Почесний кут старих бійців
- Почесний кинджал СА
- Почесний хрест ветерана війни з мечами
- Золотий партійний знак НСДАП
- Почесний знак Німецького Червоного Хреста, зірка
- Почесний президент Німецького Червоного Хреста (31 грудня 1936)